# Акройд, Питер
Пи́тер А́кройд (англ. Peter Ackroyd; род. 5 октября 1949 года, Лондон) — британский писатель, поэт и литературный критик.

## Биография
В 1971 году получил степень магистра в Кембриджском университете, затем два года провёл в Йельском университете в США.
По возвращении на родину работал редактором в The Spectator, а с 1986 года стал сотрудничать с лондонской Times, где публиковались его книжные обзоры.
Свой путь в литературе начинал с поэзии: в 1973 году вышел его дебютный поэтический сборник «London Lickpenny», затем «Сельская жизнь» (1978), «Развлечения Перли» (1987). В 1982 году он выпускает в свет свой первый роман.
Иностранный почётный член Американской академии наук и искусств (2006).
Акройд — открытый гей.

## Литературное творчество
В 1982 году выходит в свет его первый роман «Большой лондонский пожар». Уже в этом произведении видны основные мотивы творчества писателя — интерес к прошлому и его отражению в литературе, смешение реальных деталей биографии известных персонажей английской истории и культуры с сюжетными мотивами и персонажами литературных произведений и авторским вымыслом. Текст построен на аллюзиях к биографии Чарльза Диккенса и его роману «Крошка Доррит».
Роман «Завещание Оскара Уайльда» (1983) — это авторская версия последних лет жизни знаменитого писателя, вынужденного удалиться в эмиграцию.
Затем последовал роман «Хоксмур» (1985), в котором автор обращается к личностям архитекторов Николаса Хоксмура, Джона Ванбру и Кристофера Рена. В 1987 увидел свет роман «Чаттертон», где Акройд строит сюжет вокруг известной истории литературной мистификации — молодой британский поэт Чаттертон выдавал свои произведения за стихи неизвестного средневекового автора, а позже и сам стал персонажем литературного мифа.
В романе «Дом доктора Ди» (1993) Акройд обращается к личности оккультиста XVI века Джона Ди. Сюжет романа — причудливое переплетение истории жизни этого учёного и современных писателю событий. В этом романе Акройд обращается к жанру научной фантастики, не ограничиваясь только историческими реалиями.
В романе «Дэн Лено и Голем из Лаймхауса» (другое название — «Процесс Элизабет Кри», 1994) Акройд обращается к жанру исторического детектива — это описание мрачной истории убийств в викторианском Лондоне, в которую оказываются вовлечены такие исторические персонажи, как Карл Маркс, Чарльз Бэббидж и Джордж Гиссинг. Особую оригинальность антуражу этого произведения придаёт описание быта кокни и актёров лондонских мюзик-холлов.
В 1996 году Акройд выпускает очередной фантастический роман «Мильтон в Америке» — это альтернативная история английского поэта и общественного деятеля XVII века Джона Мильтона — будто бы, преследуемый во времена реставрации, он бежит в Северную Америку.
В романе «Письма Платона» (1999) Акройд рисует фантастический мир далёкого будущего, в котором историки пытаются воссоздать реалии нашего времени на основании оставшихся письменных источников. Сюрреалистические результаты их разысканий позволяют задуматься об адекватности нашего исторического знания и о соотношении между письменностью, знанием и реальностью.
В романе «Лондонские сочинители» (2004) Акройд описывает фантастическую историю о масштабной фальсификации — внезапно английское литературное общество XVIII века потрясено всё новыми и новыми находками реликвий, связанных с жизнью и творчеством Уильяма Шекспира. Апофеозом этих событий становится торжественная постановка новонайденной пьесы великого писателя. В романе в качестве одних из главных действующих лиц выведены Чарльз и Мэри Лэм.
Метароман «Журнал Виктора Франкенштейна» (2008) — это версия знаменитого романа Мэри Шелли, написанная от имени Виктора Франкенштейна, где в качестве действующих лиц выступают сама писательница, Перси Шелли, Байрон и чудовище, созданное несчастным учёным.
Акройд также является автором литературных биографий, в частности Блейка и Уильяма Шекспира, фундаментальных историко-топографических книг «Лондон» и «Темза», а также популярной многотомной «Истории Англии».

### Романы
- Большой лондонский пожар (The Great Fire of London, 1982)
- Завещание Оскара Уайльда (The Last Testament of Oscar Wilde[англ.], 1983, русский перевод — Завещание Оскара Уайльда, перевод Л. Мотылёва, Москва, «Б. С. Г. — пресс», 2000)
- Хоксмур (Hawksmoor[англ.], 1985, русский перевод — Хоксмур. Москва, Астрель, перевод — А. Асланян, 2011)
- Чаттертон (Chatterton, 1987) (шортлист Букеровской премии, 1987, русский перевод — Чаттертон, Москва, Аграф, перевод — Т. Азаркович, 2000; переиздание: «Чаттертон», Москва, Corpus, 2010)
- Первый свет (First Light (1989)
- Английская музыка (English Music (1992)
- Дом доктора Ди (The House of Doctor Dee, 1993, русский перевод — Дом доктора Ди, Москва, Иностранка — Б. С. Г. — пресс, перевод В. Бабкова, 1995)
- Процесс Элизабет Кри (Dan Leno and the Limehouse Golem, 1994, второе англ. название The Trial of Elizabeth Cree, русский перевод — Процесс Элизабет Кри, Москва, Иностранная литература — Б. С. Г. — пресс, перевод Л. Мотылёва, 2000)
- Мильтон в Америке (Milton in America, 1996, русский перевод — Мильтон в Америке, Санкт-Петербург, Амфора, перевод — С. Сухарева и Л. Бриловой, 2002)
- Повесть о Платоне (The Plato Papers, 1999, русский перевод — Повесть о Платоне, Москва, Иностранка — Б. С. Г. — пресс, перевод — Л. Мотылёва, 2002)
- Клеркенвеллские истории (The Clerkenwell Tales, 2003)
- Лондонские сочинители (The Lambs of London , 2004, русский перевод — Лондонские сочинители, Москва, Иностранка, перевод — И. Стам, 2008)
- Падение Трои (The Fall of Troy (2006, русское издание — пер. с англ. В. Кулагиной-Ярцевой. — М.: Издательство Ольги Морозовой, 2012. — 304 с.)
- Журнал Виктора Франкенштейна (The Casebook of Victor Frankenstein , 2008, русский перевод — Журнал Виктора Франкенштейна, Москва, Астрель, перевод — А. Асланян, 2010)
- Кентерберийские рассказы — переложение поэмы Джеффри Чосера (The Canterbury Tales — A Retelling, 2009; русский перевод — Кентерберийские рассказы — переложение поэмы Джеффри Чосера, Москва, Corpus, перевод Татьяны Азаркович, 2014)

### Документальная проза
- Notes for a New Culture: An Essay on Modernism — 1976
- Dressing Up: Transvestism and Drag: The History of an Obsession — 1979
- T. S. Eliot: A Life — 1984
- Dickens' London: An Imaginative Vision — 1987
- The Life of Thomas More — 1988
- Ezra Pound and his World — 1989
- Dickens — 1990
- An Introduction to Dickens — 1991
- Blake — 1996

русск.пер.: Блейк / пер. Татьяны Азаркович (София, 2004. — 672 с. — ISBN 5-9550-0302-9)
переиздание: «Блейк» (с дополнительными иллюстрациями) — Санкт-Петербург, Крига, 2016.

- London: The Biography — 2000

русск.пер.: Лондон. Биография / пер. Владимира Бабкова и Леонида Мотылёва (Издательство Ольги Морозовой, 2005. — 896 с. — ISBN 978-5-98695-007-0).
- Albion: The Origins of the English Imagination — 2002
- Chaucer (first in planned series of Ackroyd’s Brief Lives) — 2005
- Shakespeare: The Biography — 2005

русск.пер.:
Шекспир. Биография / пер. Ольги Кельберт (КоЛибри, 2009. — 752 с. — ISBN 978-5-389-00602-7).
Питер Акройд. Шекспир. Биография. — М.: Альпина Паблишер, 2017.
- Turner (second book in the 'Brief Lives' series) — 2006
- Newton (third book in the 'Brief Lives' series) — 2007
  - Исаак Ньютон. Биография. — М.: КоЛибри, Азбука-Аттикус, 2011. — 256 с. — ISBN 978-5-389-01754-2.
- Thames: Sacred River — 2007

русск.пер.: Темза. Священная река / Пер. Леонида Мотылёва. — М.: Изд-во Ольги Морозовой, 2009. — 600 с. — ISBN 978-5-98695-038-9.
- London under — 2011.

русский перевод: Подземный Лондон: история, притаившаяся под ногами / Пер. с англ. А. Финогеновой и А. Осокина. — М.: Изд-во Ольги Морозовой, 2014. — 190, [1] с. — ISBN 978-5-98695-065-5.
- Питер Акройд. Король Артур и рыцари Круглого стола. — М.: Альпина нон-фикшн, 2015. — 418 с. — ISBN 978-5-91671-405-0.
- Питер Акройд. История Англии. Основание: От самых начал до эпохи Тюдоров / Пер. с англ. В. В. Краснянской. — М.: КоЛибри, Азбука-Аттикус, 2020. — 624 с. — ISBN 978-5-389-14821-5.
- Питер Акройд. История Англии. Тюдоры: От Генриха VIII до Елизаветы I / Пер. с англ. И. А. Черненко. — М.: КоЛибри, Азбука-Аттикус, 2020. — 656 с. — ISBN 978-5-389-14822-2.
- Питер Акройд. История Англии. Мятежный век: От Якова I до Славной революции / Пер. с англ. О. Строгановой. — М.: КоЛибри, Азбука-Аттикус, 2021. — 640 с. — ISBN 978-5-389-14823-9.
- Питер Акройд. История Англии. Революция: От битвы на реке Бойн до Ватерлоо / Пер. с англ. И. Никитиной. — М.: КоЛибри, Азбука-Аттикус, 2021. — 576 с. — ISBN 978-5-389-14824-6.
- Питер Акройд. История Англии. Расцвет империи: От битвы при Ватерлоо до Бриллиантового юбилея королевы Виктории / Пер. с англ. В. В. Степановой. — М.: КоЛибри, Азбука-Аттикус, 2022. — 512 с. — ISBN 978-5-389-18260-8.
- Питер Акройд. История Англии. Новая эпоха: От конца Викторианской эпохи до начала третьего тысячелетия / Пер. с англ. В. А. Ионовой. — М.: КоЛибри, Азбука-Аттикус, 2022. — 672 с. — ISBN 978-5-389-20219-1.

### Проза для детей
- The Beginning — 2003
- Escape From Earth — 2004
- Kingdom of the Dead — 2004
- Cities of Blood — 2004
- Ancient Greece — 2005
- Ancient Rome — 2005

## Экранизации
- «Голем» (2016) — по роману «Дан Лено и Голем Лаймхауса» («Процесс Элизабет Кри»)